# UFC 201
UFC 201: Lawler vs. Woodley è stato un evento di arti marziali miste tenuto dalla Ultimate Fighting Championship svolto il 30 luglio 2016 al Philips Arena di Atlanta, Stati Uniti.

## Retroscena
Questo è stato il terzo evento organizzato dalla UFC in Atlanta, dopo UFC 88 del 2008 e UFC 145 del 2012.
Nel main event si affrontarono, per il titolo dei pesi welter UFC, il campione Robbie Lawler e Tyron Woodley.
Il match per il titolo dei pesi mosca tra il campione Demetrious Johnson e Wilson Reis doveva svolgersi come co-main event della card. Tuttavia, l'8 luglio, venne annunciato che Johnson aveva subito un infortunio in allenamento, costringendo la UFC a posticipare l'incontro. Reis dovette invece affrontare Sean Santella ma, pochi giorni dopo, quest'ultimo annunciò di non poter prendere parte al match affermando di aver bisogno di cure mediche. Al suo posto venne inserito Hector Sandoval.
Claudio Silva avrebbe dovuto vedersela con Siyar Bahadurzada, ma il 16 giugno Silva si infortunò e venne sostituito da Jorge Masvidal. Successivamente, anche Bahadurzada venne sorpreso da un infortuno il 12 luglio e al suo posto venne inserito Ross Pearson.
Ray Borg doveva vedersela con Fredy Serrano, ma il 21 luglio subì un infortunio e venne sostituito da Ryan Benoit.
Justin Scoggins doveva affrontare Ian McCall in un incontro di pesi mosca. Tuttavia, due giorni prima dell'evento, Scoggins annunciò di aver avuto grossi problemi nell'effettuare il taglio del peso. La UFC decise quindi di rimuoverlo dalla card. Scoggins rivelò di voler passare nella categoria dei pesi gallo al suo prossimo incontro.

## Risultati
|                                                   | Divisione         |                       |                 |                   | Metodo                                      | Round           | Tempo           | Premio          |
| Card Principale                                   | Card Principale   | Card Principale       | Card Principale | Card Principale   | Card Principale                             | Card Principale | Card Principale | Card Principale |
| ------------------------------------------------- | ----------------- | --------------------- | --------------- | ----------------- | ------------------------------------------- | --------------- | --------------- | --------------- |
| Sfida valida per il titolo di campione indiscusso | Pesi Welter       | Tyron Woodley         | batte           | Robbie Lawler (c) | KO (pugni)                                  | 1               | 2:12            | POTN            |
|                                                   | Pesi Paglia (F)   | Karolina Kowalkiewicz | batte           | Rose Namajunas    | Decisione non unanime (28-29, 29-28, 29-28) | 3               | 5:00            | FOTN            |
|                                                   | Pesi Piuma        | Jake Ellenberger      | batte           | Matt Brown        | KO Tecnico (calcio al corpo e pugni)        | 1               | 1:46            | POTN            |
|                                                   | Pesi Gallo        | Érik Pérez            | batte           | Francisco Rivera  | Decisione unanime (30-26, 30-26, 29-28)     | 3               | 5:00            |                 |
|                                                   | Pesi Mosca        | Ryan Benoit           | batte           | Fredy Serrano     | Decisione non unanime (28-29, 29-28, 29-28) | 3               | 5:00            |                 |
| Card preliminare (Fox Sports 2)                   |                   |                       |                 |                   |                                             |                 |                 |                 |
|                                                   | Pesi Mediomassimi | Nikita Krylov         | batte           | Ed Herman         | KO (calcio alla testa)                      | 2               | 0:40            |                 |
|                                                   | Pesi Welter       | Jorge Masvidal        | batte           | Ross Pearson      | Decisione unanime (29-28, 29-28, 30-27)     | 3               | 5:00            |                 |
|                                                   | Pesi Massimi      | Anthony Hamilton      | batte           | Damian Grabowski  | KO (pugni)                                  | 1               | 0:14            |                 |
|                                                   | Pesi Mosca        | Wilson Reis           | batte           | Hector Sandoval   | Sottomissione (rear-naked choke)            | 3               | 5:00            |                 |
| Card preliminare (UFC Fight Pass)                 |                   |                       |                 |                   |                                             |                 |                 |                 |
|                                                   | Pesi Welter       | Michael Graves        | pareggia        | Bojan Veličković  | Parità di maggioranza (30-27, 28-28, 28-28) | 3               | 5:00            |                 |
|                                                   | Pesi Leggeri      | Damien Brown          | batte           | César Arzamendia  | KO (pugni)                                  | 1               | 2:27            |                 |

## Premi
I lottatori premiati ricevettero un bonus di 50.000 dollari.
Legenda:
- FOTN: Fight of the Night (vengono premiati entrambi gli atleti per il miglior incontro dell'evento)
- POTN: Performance of the Night (viene premiato il vincitore per la migliore performance dell'evento)

## Incontri Annullati
|                                                   | Divisione   |                        |        |                   | Motivo                                     |
| ------------------------------------------------- | ----------- | ---------------------- | ------ | ----------------- | ------------------------------------------ |
| Sfida valida per il titolo di campione indiscusso | Pesi Mosca  | Demetrious Johnson (c) | contro | Wilson Reis       | Johnson subì un infortunio                 |
|                                                   | Pesi Mosca  | Wilson Reis            | contro | Sean Santella     | Santella ebbe problemi medici              |
|                                                   | Pesi Welter | Claudio Silva          | contro | Siyar Bahadurzada | Silva subì un infortunio                   |
|                                                   | Pesi Welter | Jorge Masvidal         | contro | Siyar Bahadurzada | Bahadurzada subì un infortunio             |
|                                                   | Pesi Mosca  | Ray Borg               | contro | Fredy Serrano     | Borg subì un infortunio                    |
|                                                   | Pesi Mosca  | Justin Scoggins        | contro | Ian McCall        | Scoggins ebbe problemi nel taglio del peso |